# Cipriano de Valera
Cipriano de Valera (Fregenal de la Sierra, 1531 – 1602 circa) è stato un teologo e traduttore spagnolo.
Riformatore protestante, ha curato la prima grande revisione della Bibbia spagnola di Casiodoro de Reina nota come bibbia di Reina-Valera. Curò anche un'edizione delle Institutio christianae religionis di Giovanni Calvino oltre a scrivere e modificare molte altre opere.

## Biografia

### Primi anni e conversione
Valera studiò per circa sei anni dialettica e filosofia presso l'Università di Siviglia venendo influenzato dai sermoni di Egidio da Viterbo. Dopo la laurea, divenne monaco nell'Ordine dei Geronimiti presso il Monastero di San Isidoro, dove adottò il cognome "de Valera", essendo questa la pratica dei geronimiti. Quando le idee della Riforma protestante giunsero nelle vicina Siviglia, Valera e la maggior parte dei monaci di San Isidoro ne accettarono l'insegnamento. Accusati di eresia, dodici di loro fuggirono a Ginevra, tra cui Casiodoro de Reina e Antonio del Corro oltre allo stesso Valera. Di quelli rimasti, quaranta vennero messi al rogo in autodafé nel 1562; Valera venne processato in contumacia e la sua effigie bruciata.

### Ginevra e Inghilterra
Valera andò prima a Ginevra dove conobbe l'opera di Giovanni Calvino che esercitò una forte influenza su di lui, prima di recarsi in Inghilterra nel 1559. In quello stesso anno, Valera fu nominato professore di teologia all'Università di Cambridge e divenne un fellow del Magdalene College, dove il suo compatriota Francisco de Enzinas aveva tenuto una borsa di studio prima delle persecuzioni attuate da Maria I. Successivamente, nel 1565, anche l'Università di Oxford gli attribuì un Magister artium.
Nel 1567, Valera si trasferì a Londra per servire come ministro della Chiesa di St Mary Axe, una chiesa straniera che ospitava una congregazione di rifugiati protestanti spagnoli e dove Reino era stata precedentemente pastore. Valera si recava spesso anche ad Amsterdam per sostenere la Riforma.

### Morte
L'anno della morte di Valera è sconosciuto, la pubblicazione della Bibbia Reina-Valera nel 1602 è l'ultima data conosciuta della sua vita.

## Opere
Nel 1559, Valera assistette alla stesura della Confessione spagnola di Londra insieme a Reina e altri, in cui si cercò di delineare l'ortodossia teologica delle comunità protestanti spagnole e italiane in risposta agli scritti di Michael Servetus e Sebastian Castellio sulla Trinità .
Dopo il fallimento dell'Invincibile Armata, Valera iniziò a scrivere lui stesso diverse opere. La prima fu un trattato, la prima opera spagnola originale ad essere stampata in Inghilterra, in cui criticò alcuni aspetti della pratica cattolica romana e della Messa accusati di avere elementi riconducibili al paganesimo. Più tardi, nel 1597, Valera tradusse gli Istituti di Giovanni Calvino.
La sua opera più famosa, tuttavia, fu la rivisitazione, compiuta nel corso di vent'anni, della traduzione della Bibbia di Reina del 1569 in lingua volgare spagnola. Il lavoro vide la luce nel 1602 quando presentò a Leida la prima copia a Maurizio di Nassau e agli Stati Generali dei Paesi Bassi, dove poi venne pubblicato.
In risposta a questi vari lavori, Valera fu inserito nell'Indice dei libri proibiti e chiamato "el hereje español" ("l'eretico spagnolo") per eccellenza.